# Аутодафе

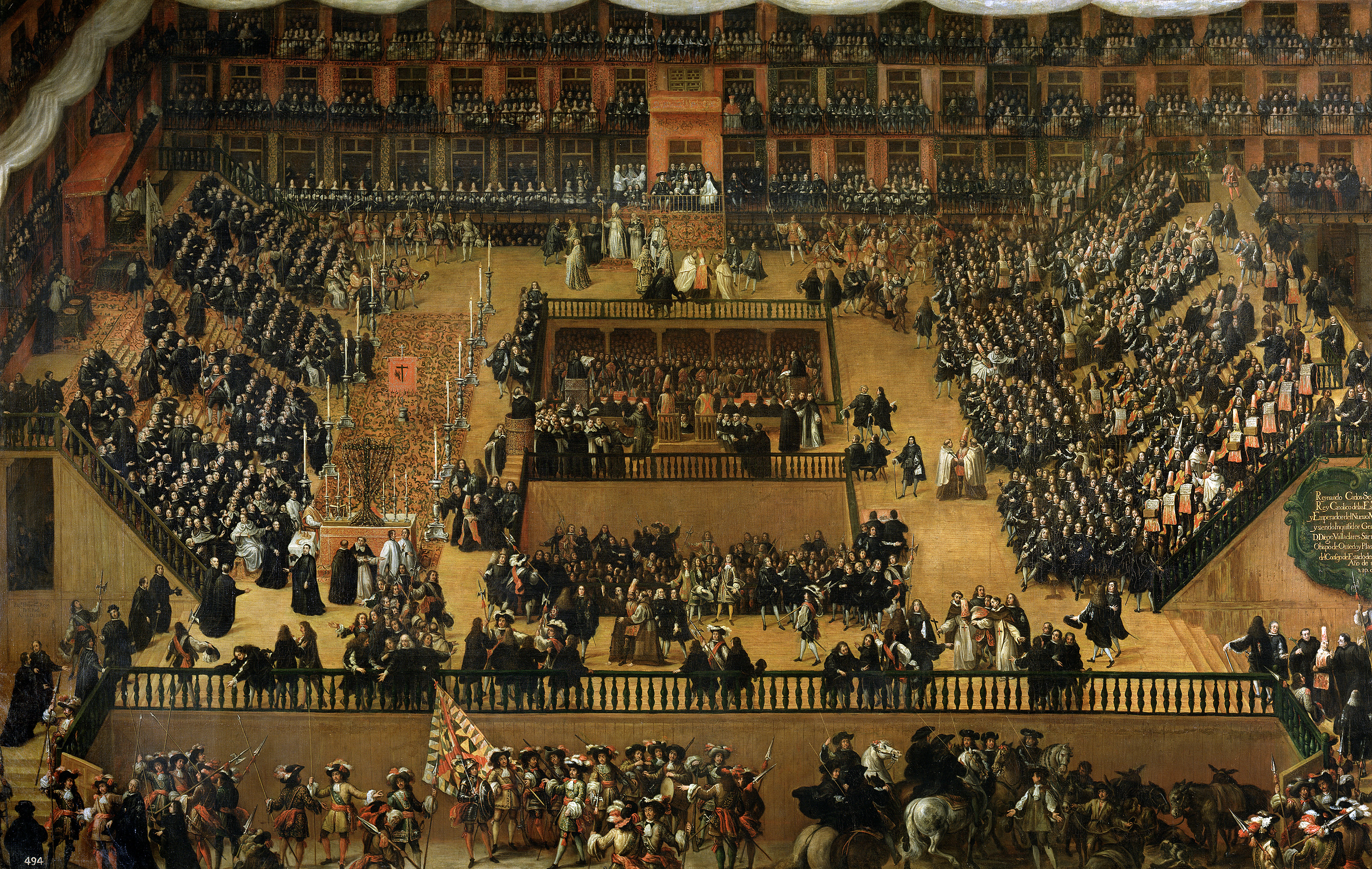
Здійснення аутодафе на пласа Майор, головній площі Мадрида (1683)

Аутодафе́ (лат. actus fidei, порт. auto da fé, ісп. auto de fe, ауто-да-фе, ауто де фе, «акт віри») — 1) урочисте оголошення вироку Інквізиційного суду в середньовічній Іспанії, Португалії та їхніх колоніях, у справах єретиків і апостатів. 2) У пізніші часи — прилюдне спалення на вогнищі людей, оголошених інквізицією єретиками, або так званих єретичних творів.

## Історія
Аутодафе з'явилося водночас із заснуванням інквізиції у XIII ст. і набуло поширення наприкінці XV ст., увібравши риси ритуального дійства. Під ним розуміли будь-яку врочистість, яку влаштовувала інквізиція з приводу оголошення вироку. Зокрема, у Франції аутодафе було відоме як «sermo generalis» — загальна проповідь. Саме там воно і було виконано вперше у Парижі у 1241 році.
Практика аутодафе закріпилася в Іспанії разом із одержавленням місцевої інквізиції наприкінці XV ст., яка виконувала функції іспанської служби безпеки. Перше місцеве аутодафе було здійснено у Севільї у 1481 році. Аутодафе часто використовувалось для звинувачення і страти багатіїв, аби поповнити монаршу скарбницю[джерело?].
«Акти віри» виголошували не лише в Іспанії, але й американських колоніях. З 1536 року інквізиція діяла також в Португалії та її колоніях у Бразилії та Індії (1562–1563).
Останнє аутодафе було виконане у Валенсії у 1826 році. Після «акту віри» звинуваченого було повішено.

## Виконання
Аутодафе влаштовувалися на головній площі міста при величезному скупченні народу, у присутності представників духовної й світської влади, інколи самого короля з родиною, аристократії, голів міських магістратів і цехів. Засуджених виводили в урочистій процесії зі свічками в руках, у одязі «ганьби» і босими. Для аутодафе призначався особливий день, коли вироки оголошувалися по цілому ряду справ відразу. Проводився молебень з проповіддю, після якої присутні присягали коритися і допомагати інквізиції. За цим читалися вироки — від легких до найтяжчих. По здійсненню аутодафе, інквізиція передавала усіх засуджених до рук світської влади, на яку покладався обов'язок виконання проголошеного вироку. Єретиків і злочинців, які не розкаялись у своїх злочинах, спалювали на багатті живцем (Peters 1988: 93-94). Тих, хто визнав свою провину і висповідався, попередньо душили зашморгом і лише потім спалювали (Kamen 1997: 192—213).
Власне аутодафе закінчувалося після молебну і виголошення вироків. Масові страти, які виконувала світська влада, а не інквізиція, не були частиною «акту віри». Однак сьогодні під аутодафе часто помилково розуміють саме виконання вироку, тобто масові спалення на багатті. Таке викривлене сприйняття «акту віри» започаткувала історіографія XIX століття, переважно протестантських Німеччини і Великої Британії, а також світської Франції.